# Looz-Corswarem

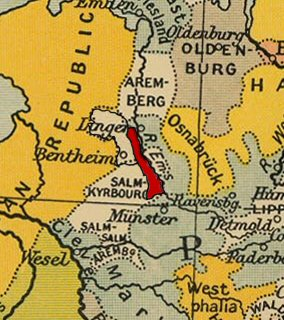
Het vorstendom Rheina-Wolbeck in 1806

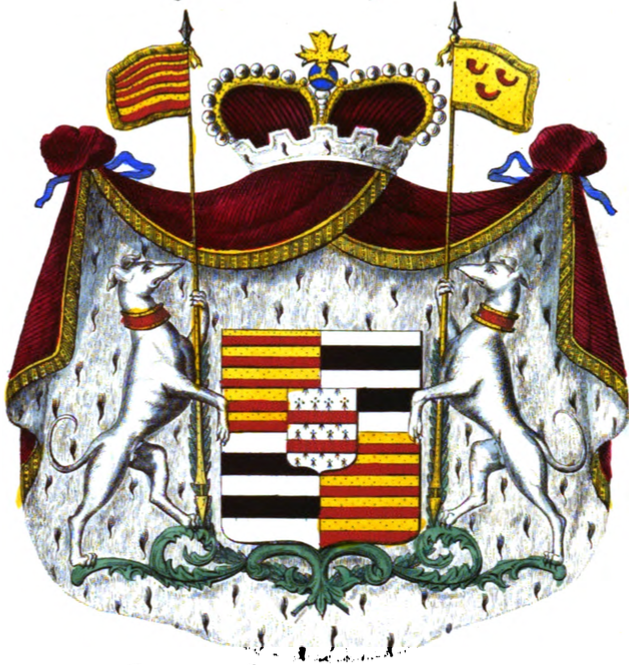
Wapen de Looz-Corswarem

Looz-Corswarem is een hertogelijk geslacht behorend tot de Belgische adel.

## Geschiedenis
De familie is afkomstig uit het graafschap Loon (Frans: Looz) en noemde zich later ook naar het Haspengouwse dorp Corswarem, onder welke naam ze sinds de veertiende eeuw bekend is. Keizer Karel VI kende de Corswarems in 1734 op grond van een genealogie die hen liet afstammen van de graven van Loon de titel van hertog toe.
Hertog Willem-Jozef (1732-1803) ontving door de besluiten van de Reichsdeputationshauptschluss in 1803 het soevereine Vorstendom Rheina-Wolbeck als compensatie voor de door het revolutionaire Frankrijk geannexeerde bezittingen in de Nederlanden. Het vorstendom werd echter reeds in 1806 gemediatiseerd en na de dood van zijn opvolger Jozef-Arnold (1770-1827) verloor het geslacht bovendien de titel vorst van Rheina-Wolbeck, die de koning van Pruisen in 1840 toekende aan Napoléon de Lannoy de Clervaux (1807-1874), de zoon van Willem-Jozefs dochter Clementine. Pogingen van de Corswarems de titel terug te krijgen waren vergeefs. De hertogelijke titel ging over op Willem-Jozefs zoon Karel-Lodewijk (1769-1822), die in Rheina-Wolbeck bij testament van opvolging was uitgesloten.
Thans telt het geslacht Looz-Corswarem twee hoofdtakken. De oude tak, waarvan het hoofd de titel van hertog en de andere telgen die van prins voeren, is gevestigd in Frankrijk; de jonge, grafelijke, tak in België en Duitsland. Tot deze laatste tak behoort de auteur Clemens von Looz-Corswarem.

## Na 1815
Joseph-Clément graaf de Looz Corswarem was tweemaal getrouwd: met Jeanne d'Anglure en met Marie-Catherine du Jardin.
Uit het eerste huwelijk had hij Willem (overleden in 1803), graaf van Looz-Corswarem en van Niel die hertog van Looz-Corswarem werd in 1792 en prins van Rheina-Wolbeck in 1803. Hij was getrouwd met Maria-Emmanuelle d'Aix de Denée (overleden in 1788) en had als zoon Charles de Looz-Corswarem. Uit het tweede huwelijk had Joseph-Clément Louis de Looz-Corswarem. Bij de heroprichting van de adel waren het Charles de Looz-Corswarem en zijn oom Louis, die de adellijke status opnieuw aannamen.

## Charles de Looz-Corswarem
Hertog Charles Louis Auguste Ferdinand Emmanuel de Looz Corswarem (Montigny-le-Tilleul, 7 juli 1769 - Ukkel, 16 september 1822), zoon van hertog Willem de Looz-Corswarem, werd kolonel bij de dragonders in het Verenigd Koninkrijk der Nederlanden.
In 1816 kreeg hij erkenning van erfelijke adel met de titel hertog, overdraagbaar bij eerstgeboorte, en benoeming in de Ridderschap van Limburg. Hij trouwde in 1801 met Caroline Denu (1779-1852) en ze kregen tien kinderen, onder wie drie zoons die voor opvolging zorgden:
- Charles Napoleon François Guillaume Ferdinand de Looz Corswarem (1804-1896). Hij trouwde met jonkvrouw Anna van Lockhorst (1802-1875) en ze hadden nakomelingen, tot aan het uitsterven van de familietak in 1946.
- Prins Auguste de Looz-Corswarem (1805-1852), van wie de familietak uitdoofde bij zijn dood.
- Prins Guillaume de Looz-Corswarem (1817-1887) trouwde met Eugénie O'Sullivan (1817-1899).
  - Prins Camille de Looz-Corswarem (1853-1929) heeft nakomelingen tot heden.

## Louis de Looz-Corswarem
- Graaf Louis Antoine de Looz-Corswarem (Jandrenouille, 20 februari 1758 - Münster, 5 november 1846) werd in 1816 erkend in de erfelijke adel met de titel graaf overdraagbaar op alle afstammelingen en benoeming in de Ridderschap van de provincie Luik. Hij trouwde in 1784 met Marie-Marguerite Kerens (1755-1837). Ze hebben een talrijk nageslacht, Belgische adel gebleven, maar wat een van de takken betreft, gevestigd in Duitsland.
  - Clement von Looz-Corswarem (1787-1861).
    - Benjamin von Looz-Corswarem (1829-1892).

  - Jean de Looz-Corswarem (1788-1843) was senator.
    - Hippolyte de Looz-Corswarem (1817-1890) was senator, met nageslacht tot heden.

  - Jean-Guillaume de Looz-Corswarem (1790-1836), met nageslacht tot heden.
  - Isidore de Looz-Corswarem (1799-1858), met nageslacht tot heden.